# Sears Roebuck (México)
Sears Roebuck México es una cadena de tiendas departamentales con sede en México, operando 90 almacenes ubicados en México y uno en El Salvador. Sears México es operado por el Grupo Carso.

## Historia

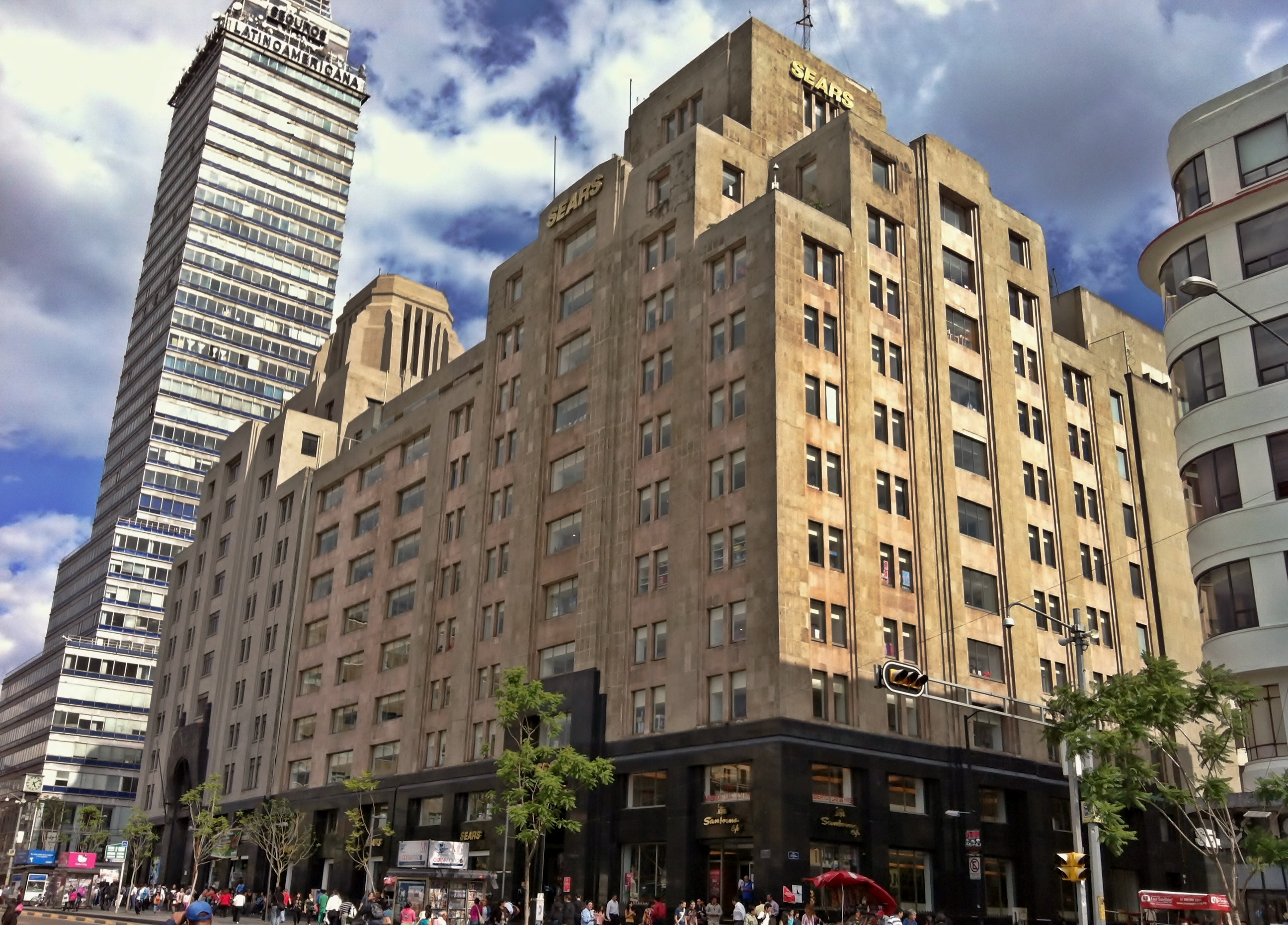
Sears en el edificio La Nacional.

### Primeros Años
El 27 de febrero de 1947 se abrió el primer Sears en la Ciudad de México, revolucionando los sistemas tradicionales de la comercialización y de la exposición masiva de la mercancía, estableciendo políticas de precio fijo y competitivo, en vez de continuar con el sistema estipulado tradicionalmente.
En el año de 1950, Sears abrió sus primeras tiendas departamentales en ciudades del interior de la República Mexicana como Guadalajara, Jalisco (Sears Guadalajara Centro), Monterrey, Nuevo León (Sears Monterrey Centro), Puebla, Puebla (Sears Puebla Centro), Mérida, Yucatán (Sears Mérida Centro) y Veracruz (Sears Veracruz Centro), iniciando así su expansión geográfica en todo el Territorio de México.

### 1955 - 2009
De 1955 al año 2006, Sears ha abierto tiendas departamentales en todo México. Para el año de 1969, se inaugura la sucursal Sears Universidad en la Ciudad de México junto con la apertura del centro comercial Plaza Universidad. En el año de 1971, Sears se expande en la zona conurbada del Valle de México con la apertura de Sears Satélite en el centro comercial Plaza Satélite, esto dentro del desarrollo urbano residencial de Ciudad Satélite, en el municipio de Naucalpan de Juárez, Estado de México.
El 28 de abril de 1997, Grupo Carso adquirió de Sears Roebuck and Company, la participación accionaria del 60% de Sears Roebuck México; para el 31 de diciembre de 2004, el empresario, Carlos Slim Helú, dueño de Grupo Carso ya detentaba el 85% de las acciones. Sears Roebuck and Company aún mantenía una participación del 15% en Sears Roebuck México. A partir de 2007, Grupo Carso poseía una participación del 100% de la compañía, únicamente arrendando el nombre de Sears y su logotipo a Sears Roebuck and Company. Actualmente esta es administrada y forma parte de Grupo Sanborns y sus canales de venta en Internet Sears y Claro Shop el 27 de noviembre de 2007. En mayo de 2008, Sears incursiona en el Estado de Nayarit con la apertura de Sears Forum Tepic en el centro comercial Forum Tepic de la ciudad capital nayarita de Tepic. En abril de 2009, Sears tomó el control de 14 tiendas departamentales de la tienda tijuananense Dorian's, y en mayo de 2009, estas cerraron en todo Tijuana y pasó a ser llamadas a Sears Roebuck México.
El almacén Santa Fe desapareció, transformándose en la boutique Saks Fifth Avenue, y las oficinas se encuentran actualmente en Plaza Carso.

### 2010 - 2015
El 14 de marzo de 2013, la sucursal Sears volvió a abrir en el Centro Comercial Santa Fe como parte de la ampliación del Centro Comercial. Posteriormente, el 20 de abril de 2013, inicia operaciones la tienda Sears Colima Zentralia en la ciudad de Colima, Colima, esto como parte de la ampliación del centro comercial Zentralia Colima, y a la vez se cierra  la sucursal Sears Colima Plaza Country de la misma ciudad colimense.
Al año siguiente, el 10 de abril de 2014, Sears se expande al Estado de Sinaloa con la apertura de Sears Los Mochis en la ciudad de Los Mochis, esto dentro del centro comercial Paseo Los Mochis como parte de su ampliación. El 29 de abril del mismo año, se inaugura Sears Mazatlán Galerías en la ciudad portuaria de Mazatlán, Sinaloa dentro del centro comercial Galerías Mazatlán, generando 241 empleos tras llevar a cabo su inauguración.
El 13 de noviembre de 2014, Sears se expande en el Estado de Guanajuato con el inicio de operaciones de la segunda tienda  en la ciudad de Celaya, esto con la inauguración de Sears Galerías Celaya, la cual dicha apertura formó parte de la ampliación del centro comercial Galerías Celaya.
El 23 de abril de 2015, Sears abre su primera tienda en la ciudad de Zacatecas, Zacatecas como parte del proceso de ampliación del centro comercial Galerías Zacatecas (Sears Galerías Zacatecas).

### 2016
El 10 de marzo de 2016, Sears se amplía a la ciudad de Irapuato, Guanajuato con la apertura de su segunda tienda Sears Irapuato Cibeles, esto como parte de la ampliación del centro comercial  Plaza Cibeles. El 19 de mayo de 2016, Sears llega a las 90 sucursales del país con la apertura de Sears Vía Vallejo en la Ciudad de México.

### 2017
El 31 de marzo de 2017, se inauguró la tienda #95 del país con Sears San Ángel en la Ciudad de México dentro del centro comercial Portal San Ángel. El 1 de noviembre de 2017, se inaugura Sears Querétaro La Victoria en la ciudad de Querétaro, Querétaro en el centro comercial Puerta La Victoria, cuya sucursal cuenta con 12,220 metros cuadrados divididos en tres niveles de tienda, alcanzando así las 96 tiendas establecidas en la República Mexicana al finalizar el año 2017.

### 2018
El 23 de marzo de 2018, inició operaciones la tienda Sears Averanda en la ciudad de Cuernavaca, Morelos. El 26 de abril del mismo año, Sears abre su tercera tienda en la ciudad de Puebla, Puebla con la inauguración de la sucursal Sears Parque Puebla en el centro comercial Parque Puebla, logrando con esta apertura 98 tiendas en operación dentro del territorio mexicano. y el 19 de julio de 2018, Sears abrió su tienda departamental en el centro comercial Parque Las Antenas, en los límites de las delegaciones Iztapalapa y Xochimilco de la Ciudad de México.

### 2022 - Actualidad
El 8 de noviembre de 2022, Sears inauguró su decimoctava tienda en el centro comercial Parque Tepeyac. Asimismo, Sears Santa Fe de la Ciudad de México regresó a su ubicación original tras el cierre de Saks Fifth Avenue.
El 31 de enero de 2023, termina operaciones y se cerró permanentemente la tienda Sears Mérida Centro en la ciudad de Mérida, Yucatán.
El 1 de enero de 2025, de forma sorpresiva, cierra sus puertas la sucursal de Plaza Fiesta San Agustín, en el Municipio de San Pedro Garza García, en Nuevo León 